# Sessanta stridenti
I Sessanta stridenti (in inglese Shrieking Sixties) sono venti che si possono incontrare oltre i 60° di latitudine sud, vicino all'Antartide e strettamente legati alle condizioni meteorologiche della zona.